# Panzer VIII Maus
Panzerkampfwagen VIII Maus ("Maus" - "Con Chuột") thường được gọi là Maus, hay Xe tăng Maus là một xe tăng siêu nặng của Đức Quốc xã trong chiến tranh thế giới thứ hai được hoàn thành vào cuối năm 1944. Nó là phương tiện chiến đấu bọc thép nặng nhất từng được chế tạo. Tổng cộng đã có  150 chiếc được đặt hàng nhưng chỉ có hai khung gầm và một tháp pháo được sản xuất. Một tháp pháo đã được gắn vào khung tăng trước khi bị thu giữ bởi quân đội Liên Xô.
Chiếc xe hoàn chỉnh dài 10,2 mét (33 ft 6 in), rộng 3,71 mét (12 ft 2 in) và cao 3,63 mét (11,9 ft). Maus nặng tới 188 tấn, vũ khí chính của nó là khẩu pháo 128 mm KwK 44 L / 55 gần giống với vũ khí của pháo tự hành chống tăng Jagdtiger. Pháo 128 mm đủ mạnh để tiêu diệt tất cả các phương tiện chiến đấu bọc thép của quân Đồng minh khi đó với tầm bắn có thể lên đến 3500 mét. Giáp: Trước thân xe 200mm, bên hông 180mm, phía sau 150mm. Trước tháp pháo: 232mm, bên hông 205mm, phía sau 200mm

## Quá trình phát triển
Thiết kế cơ bản được gọi là VK 100.01/Porsche Type 205 được Ferdinand Porsche đề xuất với Adolf Hitler vào tháng 6 năm 1942, và ông đã chấp thuận nó. Công việc thiết kế bắt đầu một cách nghiêm túc; nguyên mẫu đầu tiên sẵn sàng vào năm 1943 ban đầu được đặt tên là Mammut (Voi ma mút). Nó được cho là đã được đổi thành Mäus-chan (Chuột nhỏ) vào tháng 12 năm 1942 và cuối cùng thành Maus (Chuột) vào tháng 2 năm 1943, trở thành tên phổ biến nhất cho loại xe tăng này.
Các Maus được thiết kế ngay từ đầu để sử dụng "truyền điện" thiết kế mà Ferdinand Porsche đã sử dụng trong VK 90.01 (P), nỗ lực không thành công của mình để giành được hợp đồng sản xuất cho Tiger. Động cơ ban đầu là động cơ xăng Daimler-Benz MB 509, một sự thích nghi của động cơ máy bay V12 đảo ngược có dung tích lớn nhất của Đức (44,5 lít / 2.717 in³), Daimler-Benz DB 603, và sau đó được đổi thành động cơ diesel Daimler-Benz MB 517. Điều này thúc đẩy một máy phát điện, và chiều dài kết hợp của chúng chiếm 2/3 phần trung tâm / phía sau của thân tàu Maus, cắt bỏ khoang lái phía trước trong thân tàu khỏi việc tiếp cận trực tiếp với tháp pháo từ trong xe tăng. Mỗi đường ray 9 rộng 1,1 mét, sử dụng cùng định dạng thiết kế cơ bản "giày tiếp xúc" và "liên kết đầu nối" như Tiger II do Henschel chế tạo, được điều khiển bằng động cơ điện riêng được gắn ở khu vực phía sau phía trên của mỗi bên thân tàu. Mỗi bộ đường đua có thiết kế hệ thống treo chứa tổng cộng 24 bánh xe mỗi bên, trong sáu bộ bogie, được xếp so le để trải dài trên toàn bộ chiều rộng của đường đua.
Do sự "chạy" trở lại của các đường ray rộng 110 cm duy nhất được sử dụng được bao bọc hoàn toàn trong các tấm giáp cố định bên ngoài xác định chiều rộng thân tàu tổng thể của nó, với các bức tường dọc bên trong theo chiều dọc của thân tàu được sử dụng để gắn các bộ phận treo, "ống" dài hẹp vẫn nằm giữa các bức tường bọc thép bên trong của thân tàu, bên dưới và phía sau tháp pháo để chứa động cơ và máy phát của hệ thống truyền lực của xe tăng. [6]
Lớp giáp rất đáng kể: phía trước thân tàu dày 220mm (8,7 inch), hai bên và phía sau thân tàu dày tới 190mm (7,5 inch). Giáp tháp pháo thậm chí còn dày hơn, mặt trước tháp pháo lên đến 240mm (9,4 inch) [5] và hai bên và phía sau 200mm (7,9 inch). Các vật che đạn của pháo thủ súng là 250mm (9,8 inch), và kết hợp với các tháp pháo giáp phía sau, mức độ bảo vệ ở phần đó thậm chí còn cao hơn.
Kế hoạch ban đầu của Maus là mẫu thử nghiệm sẽ được hoàn thành vào giữa năm 1943, với sản lượng hàng tháng dự kiến chạy 10 xe mỗi tháng sau khi giao mẫu thử nghiệm. Công việc trên Maus sẽ được phân chia giữa Krupp, chịu trách nhiệm về khung gầm, vũ khí và tháp pháo và Alkett, người sẽ chịu trách nhiệm lắp ráp cuối cùng. Các Maus bể đầu được thiết kế để cân nhắc khoảng 100 tấn và được trang bị một khẩu súng chính 128mm và một khẩu pháo 75 mm đồng trục. Các lựa chọn vũ khí bổ sung đã được nghiên cứu bao gồm các phiên bản khác nhau của pháo 128 mm, 150 mm và 170 mm. Vào tháng 1 năm 1943, Hitler khẳng định rằng vũ khí trang bị là một khẩu pháo chính 128 mm với một khẩu 75 mm đồng trục. Pháo chiến trường chống tăng PaK 44 128 mm năm 1943 mà Krupp điều chỉnh để trang bị cho Maus với tên gọi Kampfwagenkanone (KwK) 44 được giữ lại, song song với dự án của Porsche, tên gọi gia đình chống tăng Panzerabwehrkanone ban đầu của nó là PaK 44 khi được lắp vào khu trục hạm Jagdtiger kiểu casemate.
Đến tháng 5 năm 1943, một bản mô phỏng bằng gỗ của cấu hình Maus cuối cùng đã sẵn sàng và được trình bày cho Hitler, người đã chấp thuận cho sản xuất hàng loạt, đặt hàng loạt 150 chiếc đầu tiên. Vào thời điểm này, trọng lượng ước tính của Maus là 188 tấn. Tuy nhiên, có một câu chuyện liên quan đến việc trang bị vũ khí chính của Maus bị Hitler thay đổi, người nói rằng khẩu 128mm trông giống như 'súng đồ chơi' khi so sánh với xe tăng, khiến khẩu 128mm bị thay thế bằng súng 150mm.
Trong cuốn sách Nhà lãnh đạo Panzer của mình, HeinzGuderian đã viết:
Vào ngày 1 tháng 5, một mô hình bằng gỗ của "Maus", một dự án xe tăng của Porsche và Krupp, đã được trưng bày cho Hitler. Nó được thiết kế để lắp một khẩu súng 150mm. Tổng trọng lượng của xe tăng được cho là lên tới 175 tấn. Cần lưu ý rằng sau khi thiết kế thay đổi theo chỉ thị của Hitler, xe tăng sẽ nặng 200 tấn. Mẫu xe này không có một khẩu súng máy nào để cận chiến, và vì lý do này mà tôi phải từ chối nó. Nó có cùng một lỗi thiết kế khiến Ferdinand không phù hợp để cận chiến. Cuối cùng, xe tăng chắc chắn sẽ phải cận chiến vì nó hoạt động phối hợp với bộ binh. Một cuộc tranh luận gay gắt bắt đầu, và ngoại trừ tôi, tất cả những người có mặt đều thấy "Maus" rất tuyệt. Nó hứa hẹn chính xác là như vậy, một "gã khổng lồ".
Sự thiếu hụt vũ khí chiến đấu tầm gần này sau đó đã được giải quyết bằng việc bổ sung một khẩu Nahverteidigungswaffe (vũ khí phòng thủ tầm ngắn) gắn trên nóc tháp pháo, một khẩu súng máy MG 34 7,92mm (0,31 inch) với 1.000 viên đạn được gắn đồng trục với các vũ khí chính trong tháp pháo và ba cổng súng lục cho súng tiểu liên ở hai bên và phía sau tháp pháo. Các sửa đổi được lên kế hoạch trong tương lai bao gồm các điều khoản cho một khẩu pháo MG 151/20 dùng để phòng không gắn trên nóc tháp pháo.
Sau khi bị Liên Xô thu giữ đã có một chiếc đã và đang trong bảo tàng xe tăng Kubinka ở Moscow, Nga. Chiếc còn lại bị phá hủy do quân Đức không muốn chiếc này cũng chung số phận như chiếc kia.